# 川口市立戸塚小学校
川口市立戸塚小学校（かわぐちしりつ とづかしょうがっこう）は、埼玉県川口市戸塚にある公立小学校。

## 沿革
- 1873年4月11日 - 戸塚学校として創立
- 1881年12月25日 - 高等小学戸塚学校に改称
- 1886年5月 - 尋常小学育英学校に改称
- 1889年4月 - 戸塚村立英育学校に改称
- 1892年8月 - 戸塚尋常高等小学校に改称
- 1914年3月 - 戸塚尋常高等小学校に改称
- 1941年4月1日 - 戸塚国民学校に改称
- 1947年4月1日 - 北足立郡戸塚村立戸塚小学校に改称
- 1956年4月1日 - 北足立郡美園村立戸塚小学校に改称
- 1962年5月1日 - 川口市立戸塚小学校に改称
- 1971年2月 - 校歌制定
- 1977年4月1日 - 川口市立差間小学校を分離
- 1982年4月1日 - 川口市立戸塚東小学校を分離
- 1990年4月1日 - 川口市立戸塚北小学校を分離
- 1997年4月1日 - 川口市立戸塚綾瀬小学校を分離
- 2005年4月1日 - 川口市立戸塚南小学校を分離[1]

## 教育目標
- 自分の思いや願いが実現できる子供
- 心も体も元気な子供
- やさしく思いやりのある子供
- 地域の良さに思いをよせる子供[2]

## 通学区域
- 北原台1丁目 - 全域
- 北原台2丁目 - 一部
- 戸塚1丁目 - 全域
- 戸塚2丁目 - 全域
- 戸塚3丁目 - 全域
- 戸塚4丁目 - 一部[3]

## 卒業生
- 澤井直人 - サッカー選手

## 保護者のための情報
- 水着販売
  - 5月の連休明けに学校で行われる
  - 販売時間は14:00-15:00のわずか1時間
  - 買いに行けない場合(有)シンゴスポーツに買いに行く
  - 実は学校指定の水着はなく、似ているものなら他のものでも可
- 名札
  - 1年生のみ名札が違う。1年生は入学時に学校から貰える
  - 2年生以上は以下の販売店で買う。140円
  - タカハシ書店。川上商店

## PTA
- 入学時に任意加入
- 年額3600円